# Villafranca del Panadés
Villafranca del Panadés (oficialmente y en catalán: Vilafranca del Penedès) es un municipio de la provincia de Barcelona en la comunidad autónoma de Cataluña, España. Es la capital de la comarca del Alto Panadés y en enero de 2022 tenía una población de 40 056 habitantes. Es conocido por sus vinos espumosos, el cava catalán, y los vinos de la denominación de origen Penedés.

## Geografía
Integrado en la comarca de Alto Panadés, de la que ejerce de capital, se sitúa a 54 kilómetros de Barcelona. El término municipal está atravesado por las siguientes carreteras: 
- Autopista del Mediterráneo (AP-7): vía de acceso rápido a Barcelona y Tarragona.
- Carretera nacional N-340, entre los pK 1209 y 1214, permite la comunicación con la A-2 en Molins de Rey y Vendrell.
- Autovía autonómica C-15: permite la conexión con la C-32 y Villanueva y Geltrú.
- Carretera autonómica C-15: permite la comunicación con Igualada.
- Carretera autonómica C.243a: permite la comunicación con San Sadurní de Noya.
- Carretera local BP-2121: permite la comunicación con Pachs del Panadés.
- Carretera local BV-2127: permite la comunicación con Las Cabanyas.
- Carretera local B-212: permite la comunicación con La Munia.

El relieve del municipio es predominantemente llano, con algunas colinas que se elevan un centenar de metros sobre el resto de la llanura, destacando el monte de Sant Pau (302 m) y el que sirve de asentamiento a la misma capital. El territorio es drenado por algunas rieras de corto recorrido que desaguan en el río de Foix o en la riera de Canyelles, ya fuera del término. La altitud oscila entre los 302 metros (Turó Sant Pau) y los 170 metros a orillas de una riera al sur. El pueblo se alza a 224 metros sobre el nivel del mar. 
| Noroeste: Las Cabanyas                        | Norte: Las Cabanyas y La Granada | Nordeste: La Granada                   |
| Oeste: Pachs del Panadés y San Martín Sarroca |                                  | Este: San Cugat Sasgarrigas y Olèrdola |
| Suroeste: Santa Margarita y Monjós            | Sur: Olèrdola                    | Sureste: Olèrdola                      |

## Historia
El municipio tiene sus orígenes en el siglo XII. Se pueden encontrar numerosos edificios de origen medieval como la Basílica de Santa María, el Convento de San Francisco, el Palacio Real, el Palacio Baltá y el Palacio Maciá. 
También hay edificios modernistas de finales del siglo XIX y principios del XX a lo largo de las ramblas de Villafranca del Panadés. Otro ejemplo de arquitectura modernista es la fachada del Ayuntamiento en la Plaça de la Vila.
En el centro de la ciudad se pueden encontrar algunas iglesias góticas, edificios modernistas, un amplio centro comercial al aire libre, una gran oferta y cultura gastronómica, así como la visita al Museo de Villafranca (donde también se encuentra el Museo del vino), y donde se explica al visitante el proceso de elaboración del vino, así como su historia y su relación con el municipio.
Los últimos presidentes del Museo de Villafranca han sido César Martín y, actualmente, Josep Soler.

## Demografía
Villafranca del Panadés cuenta con una población de 41 504 habitantes (INE 2024).
| Gráfica de evolución demográfica de Villafranca del Panadés entre 1842 y 2021 |
| |
| Población de derecho según los censos de población del INE. Población de hecho según los censos de población del INE.En este censo se denominaba Villafranca: 1842. En estos censos se denominaba Villafranca del Panadés: 1857, 1860, 1877, 1887, 1897, 1900, 1910, 1920, 1930, 1940, 1950 y 1960. |

### Núcleos de población

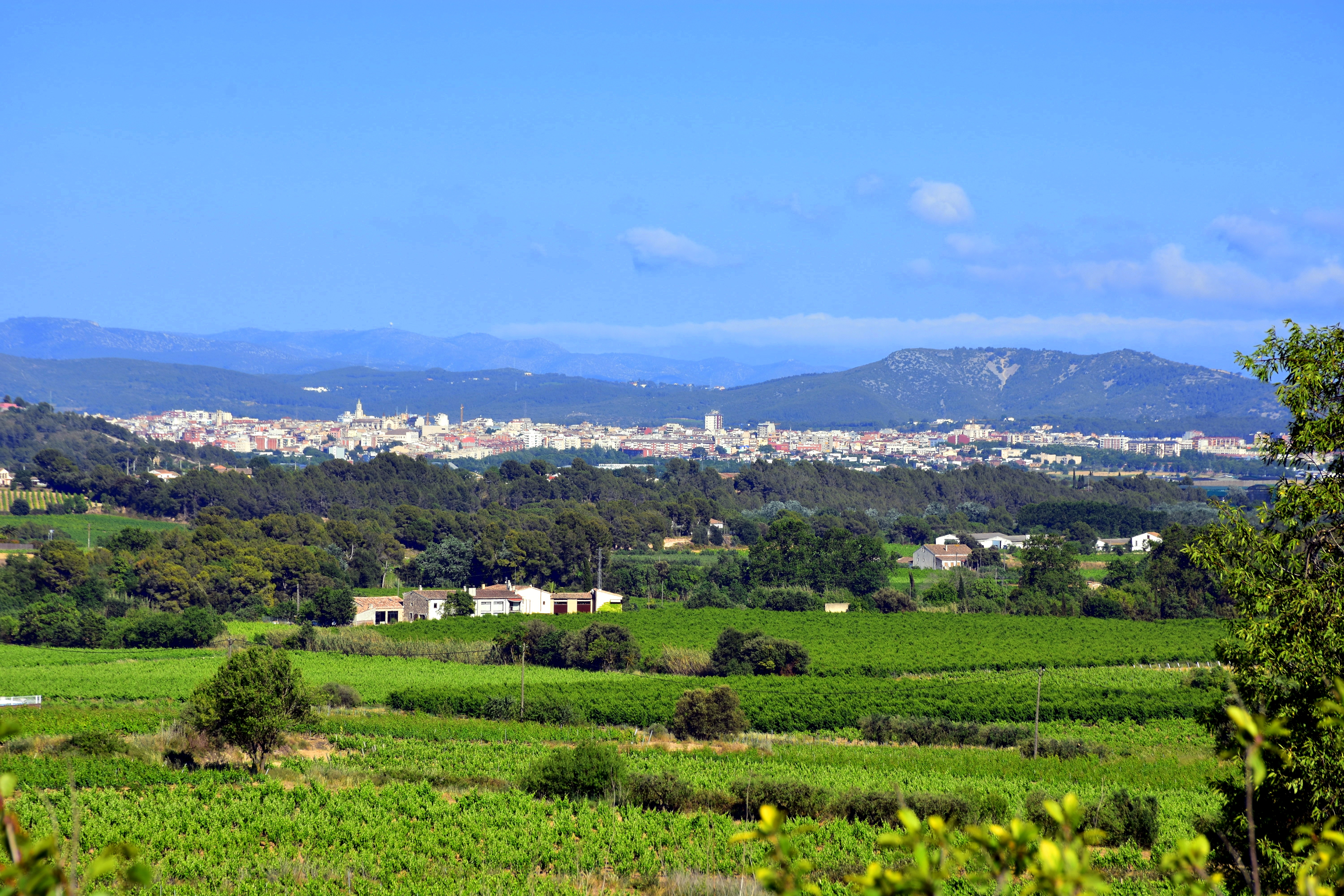
Villafranca desde San Martín Sarroca

Según el nomenclátor de 2024, el término municipal comprende las siguientes entidades singulares de población:
- El Bordellet (21 hab.)
- El Molí d'en Rovira (112 hab.)
- Cal Pere Pau (127 hab.)
- Cal Salines (48 hab.)
- Villafranca del Panadés (41 217 hab.)
- Sant Pau (16 hab.)

## Administración y política

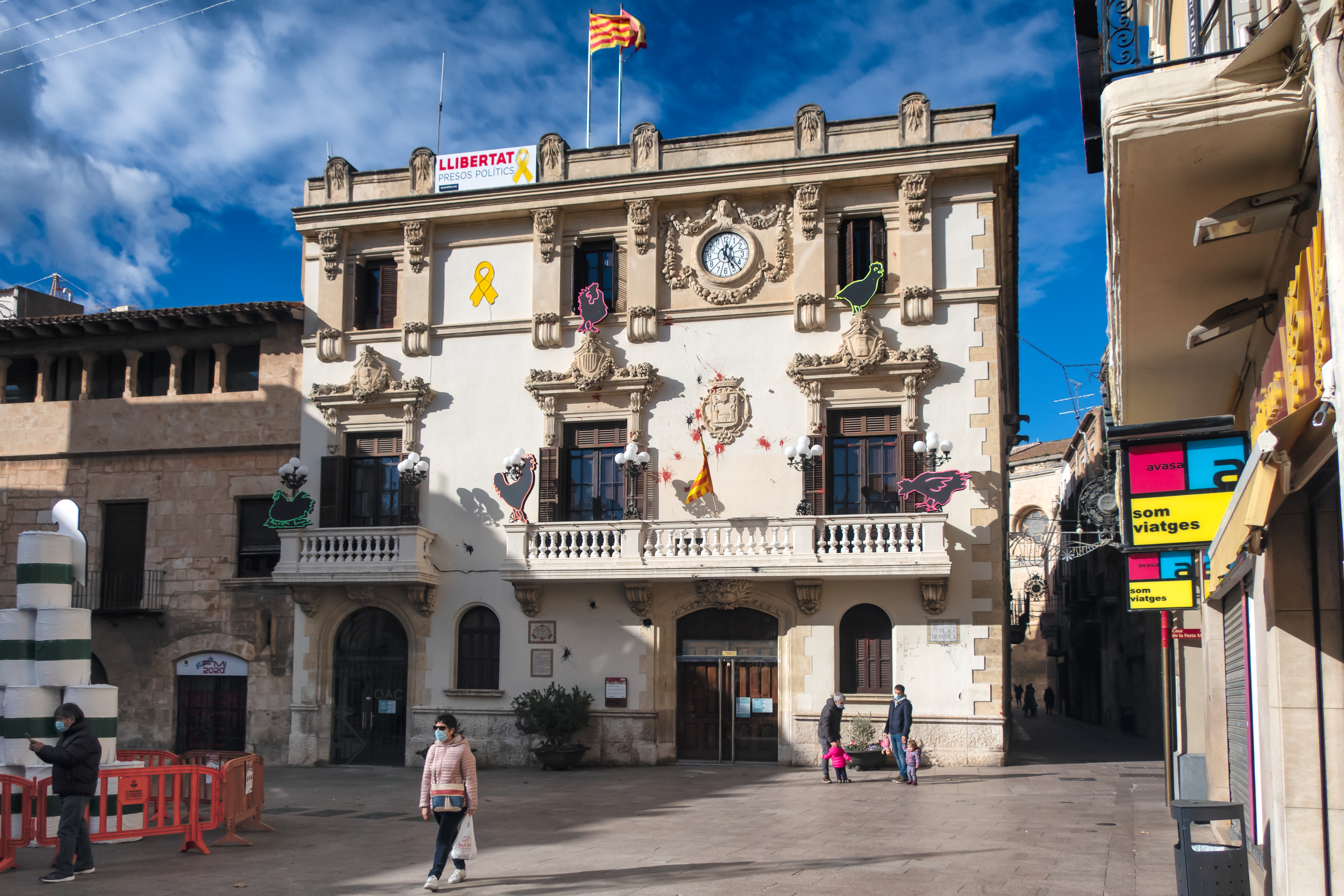
Ayuntamiento de Villafranca

| Periodo   | Nombre                   | Partido | Partido                                    |
| --------- | ------------------------ | ------- | ------------------------------------------ |
| 1979-1986 | Félix Sogas Mascaró      |         | Partit dels Socialistes de Catalunya (PSC) |
| 1986-2004 | Juan Aguado Masdeu       |         | Partit dels Socialistes de Catalunya (PSC) |
| 2004-2009 | Marcel Esteve i Robert   |         | Partit dels Socialistes de Catalunya (PSC) |
| 2009-2009 | Francisco Romero Gamarra |         | Partit dels Socialistes de Catalunya (PSC) |
| 2009-2019 | Pere Regull i Riba       |         | Convergència i Unió (CiU)                  |
| 2019-2023 | Pere Regull i Riba       |         | Junts per Catalunya (JxC)                  |
| 2023-act. | Francisco Romero Gamarra |         | Partit dels Socialistes de Catalunya (PSC) |

| Partido político                                         | 2023  | 2023  | 2023       | 2019  | 2019  | 2019       | 2015  | 2015  | 2015       | 2011  | 2011  | 2011       | 2007  | 2007  | 2007       |
| Partido político                                         | %     | Votos | Concejales | %     | Votos | Concejales | %     | Votos | Concejales | %     | Votos | Concejales | %     | Votos | Concejales |
| Partit dels Socialistes de Catalunya (PSC)               | 30,08 | 4593  | 8          | 19,84 | 3625  | 5          | 18,52 | 2914  | 4          | 25,80 | 3862  | 6          | 32,16 | 4886  | 8          |
| Junts per Catalunya (JxC)-Convergència i Unió (CiU)      | 20,94 | 3198  | 5          | 29,22 | 5339  | 7          | 33,08 | 5205  | 8          | 34,20 | 5120  | 9          | 30,72 | 4.667 | 8          |
| Esquerra Republicana de Catalunya (ERC)                  | 20,94 | 3197  | 5          | 21,88 | 3999  | 5          | 13,68 | 2153  | 3          | 5,67  | 849   | 1          | 6,27  | 953   | 1          |
| Candidatura d'Unitat Popular (CUP)                       | 11,10 | 1695  | 2          | 11,78 | 2154  | 2          | 14,80 | 2329  | 3          | 10,78 | 1614  | 2          | 10,82 | 1643  | 2          |
| En Comú Podem (ECP)-Iniciativa per Catalunya Verds (ICV) | 5,63  | 860   | 1          | 7,61  | 1391  | 1          | 12,03 | 1892  | 2          | 6,53  | 978   | 1          | 6,13  | 931   | 1          |
| Vox                                                      | 4,34  | 663   | 0          | —     | —     | —          | —     | —     | —          | —     | —     | —          | —     | —     | —          |
| Partit Popular de Catalunya (PP)                         | 4,11  | 628   | 0          | 3,27  | 598   | 0          | 6,36  | 1000  | 1          | 8,44  | 1263  | 2          | 6,79  | 1032  | 1          |
| Ciutadans (CS)                                           | 0,67  | 103   | 0          | 5,69  | 1040  | 1          | —     | —     | —          | —     | —     | —          | 2,10  | 319   | 0          |

## Cultura

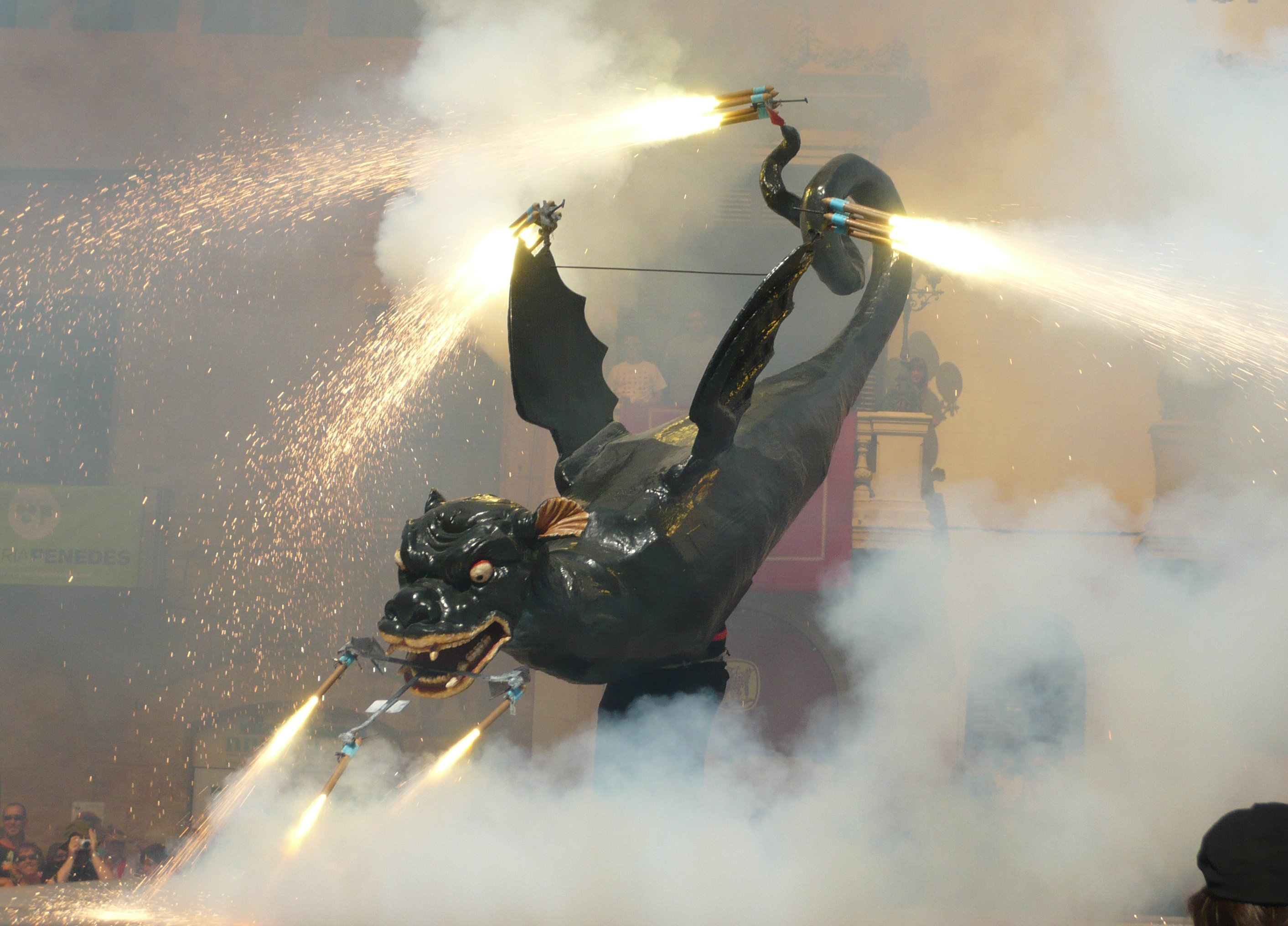
El Drac bailando durante la fiesta mayor

Del calendario festivo se pueden destacar las Fires de Maig o dels enamorats (ferias de mayo o de los enamorados), las fiestas de barrio durante los meses de julio y agosto, y la fiesta mayor a finales de agosto (30 de agosto, diada de Sant Fèlix) declarada de interés nacional. En las urbanizaciones se celebran bailes de bastones y bailan dragones. El primer fin de semana de julio se tiene en la capital del Penedès el ViJazz, un festival dedicado a la unión de degustación de vinos de la comarca con espectáculos en vivo de música jazz de primer nivel. El primer ViJazz se presentó en el 2007.

## Personas notables

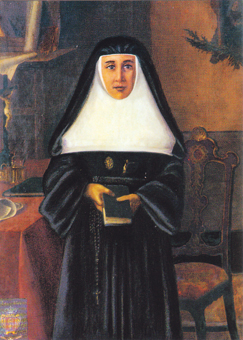
La beata Madre María Rafols fue una monja notable nacida en Villafranca del Panadés